# 제안된 SI 접두어
제안된 SI 접두어는 아직 표준 SI 접두어로는 나타낼 수 없는 크거나 작은 수를 나타내는 말로 제안된 것을 말한다.

## Hella
Hella는 캘리포니아주 일부에서 쓰이는 속어이다. 캘리포니아 대학교 데이비스 학생은 hella를 10의 27제곱을 가리키는 말로 쓰자고 제안했다.

## Brian C. Lacki의 제안
으로,

그리스어 접두어 7(hepta) , 8(octa)의 첫머리에 알파벳 역순인 Z , Y를 붙여 쓴 방식.
이를 이용해 현재 논란이 되고 있는 매우 크거나 작은 이름을 제나, 웨카, 벤데카, 우도데카 등으로 임시 칭하고 있다.
이와 마찬가지로 라틴어 9,10,11의 이름을 딴 조노, 웨코, 번도, 우도데코를 작은 수로 칭하고 있다.
| 크기  | 이름     | 표기법 | 어원                        |
| ----- | -------- | ------ | --------------------------- |
| 1027  | 제나     | X      | 그리스어 9(εννεα, ennea)    |
| 1030  | 웨카     | W      | 그리스어 10(δεκα, deka)     |
| 1033  | 벤데카   | V      | 그리스어 11(ενδεκα, endeka) |
| 1036  | 우도데카 | U      | 그리스어 12(δωδεκα, dodeka) |
| 10-27 | 조노     | x      | 그리스어 9(εννεα, ennea)    |
| 10-30 | 웨코     | w      | 그리스어 10(δεκα, deka)     |
| 10-33 | 번도     | v      | 그리스어 11(ενδεκα, endeka) |
| 10-36 | 우도데코 | u      | 그리스어 12(δωδεκα, dodeka) |

비슷한 예로 운비트륨, 운쿼드쿼듐 등의 미발견 원자 명명법을 들 수 있다.
틀:비공식 si 접두어

## 같이 보기
미발견 원자 명명법